# Bo Andersson (född på Alnö)
För andra betydelser, se Bo Andersson (olika betydelser).
Bo "Dragos" Andersson, född 1955 på Alnön, är en svensk före detta fotbollsspelare. Hans moderklubb är Alnö IF.
Andersson spelade 71 matcher (11 mål) i Allsvenskan för IFK Sundsvall åren 1979–1981.